# Long Hải, Thành phố Hồ Chí Minh
Long Hải là một xã thuộc Thành phố Hồ Chí Minh, Việt Nam.

## Địa lý

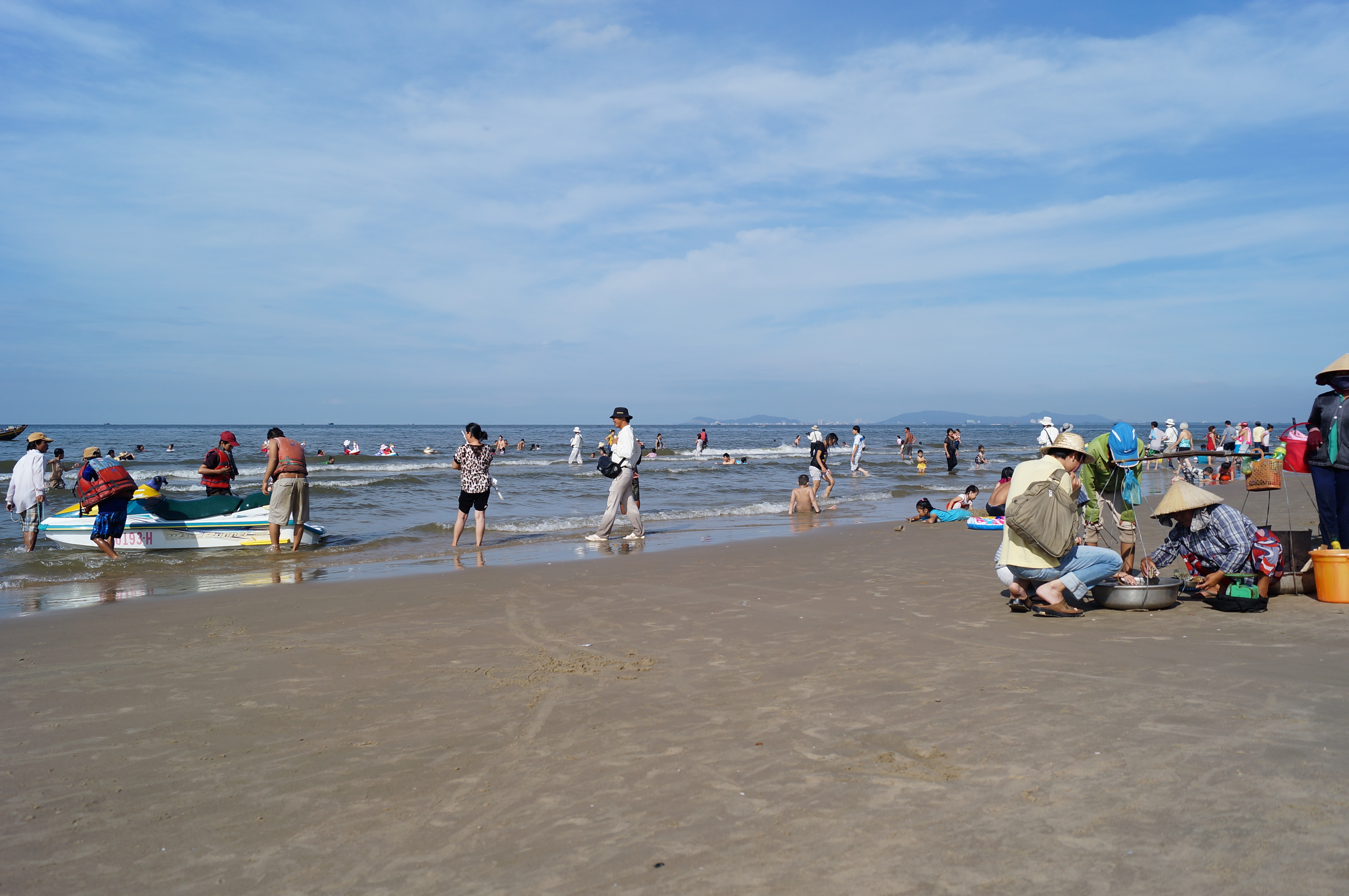
Bãi biển Long Hải

Thị trấn Long Hải nằm ở phía nam huyện Long Đất, cách thành phố Bà Rịa khoảng 15 km về phía đông nam, có vị trí địa lý: 
- Phía đông giáp thị trấn Phước Hải
- Phía tây và phía nam giáp Biển Đông
- Phía bắc giáp thị trấn Phước Hải và xã Phước Hưng.

Thị trấn Long Hải có diện tích 10,52 km², dân số năm 2003 là 35.167 người, mật độ dân số đạt 3.344 người/km².

## Lịch sử
Sau năm 1975, Long Hải là một xã thuộc huyện Long Đất.
Ngày 17 tháng 1 năm 1984, Hội đồng Bộ trưởng ban hành Quyết định số 12-HĐBT về việc thành lập thị trấn Long Hải thuộc huyện Long Đất trên cơ sở toàn bộ xã Long Hải.
Ngày 9 tháng 12 năm 2003, Chính phủ ban hành Nghị định số 152/2003/NĐ-CP về việc:
- Điều chỉnh 207,33 ha diện tích tự nhiên của thị trấn Long Hải về xã Phước Hải quản lý
- Chuyển thị trấn Long Hải về huyện Long Điền mới thành lập.

Sau khi điều chỉnh địa giới hành chính, thị trấn Long Hải còn lại 1.051,67 ha diện tích tự nhiên và 35.167 người.
Ngày 24 tháng 10 năm 2024, Ủy ban Thường vụ Quốc hội ban hành Nghị quyết số 1256/NQ-UBTVQH15 về việc sắp xếp đơn vị hành chính cấp huyện, cấp xã của tỉnh Bà Rịa – Vũng Tàu giai đoạn 2023 – 2025 (nghị quyết có hiệu lực từ ngày 1 tháng 1 năm 2025). Theo đó, thành lập huyện Long Đất trên cơ sở huyện Long Điền và huyện Đất Đỏ. Khi đó, thị trấn Long Hải thuộc huyện Long Đất.

## Hành chính
Thị trấn Long Hải được chia thành 12 khu phố: Hải An, Hải Bình, Hải Điền, Hải Hà 1, Hải Hà 2, Hải Hòa, Hải Lộc, Hải Phong 1, Hải Phong 2, Hải Sơn, Hải Tân, Hải Vân.

## Kinh tế
Nền kinh tế của thị trấn chủ yếu dựa vào du lịch, ngư nghiệp và nuôi trồng thủy sản.

## Văn hóa

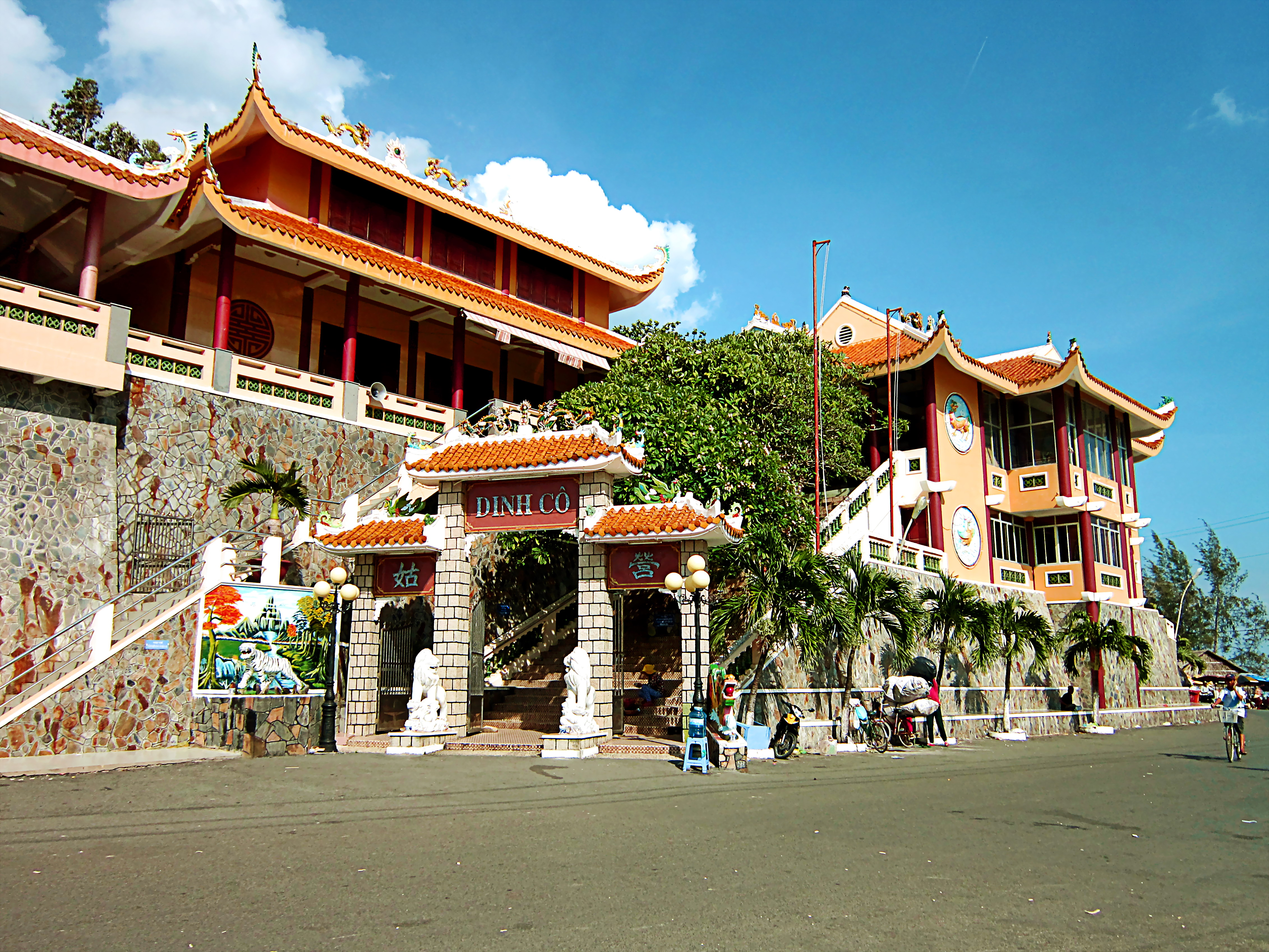
Dinh Cô trên đồi Kỳ Vân

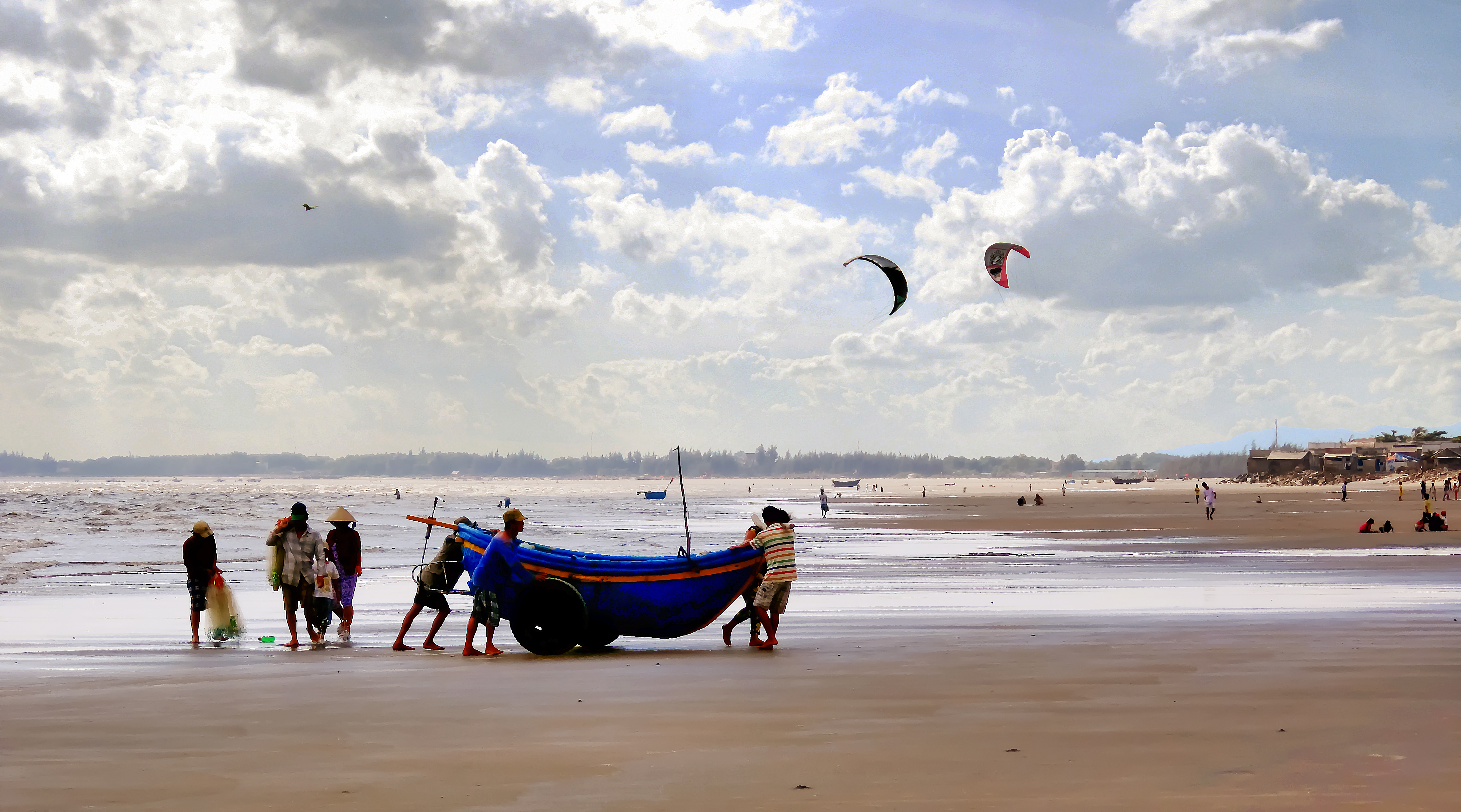
Một chiều trên bãi biển Long Hải

Đến nơi đây, du khách còn có thể chiêm ngưỡng các di tích lịch sử, điển hình như di tích núi Minh Đạm, đây là nơi hy sinh của hai chiến sĩ Bùi Công Minh và Mạc Thanh Đạm là bí thư và phó bí thư huyện ủy Long Điền trong thời kỳ chiến tranh Chiến tranh Đông Dương. Ngoài ra, Long Hải còn có Dinh Cô được diễn ra hàng năm từ ngày mùng 10 đến 12 tháng 2 âm lịch, cùng với những ngôi chùa uy nghiêm gắn liền với phong cảnh thiên nhiên núi rừng hùng vĩ của Long Hải.

## Du lịch
Tại thị trấn Long Hải có biển Long Hải với nước trong mát và bãi cát vàng chạy dài khá yên tĩnh. Bãi biển chạy dài theo chân núi Minh Đạm, với vẻ đẹp hoang sơ, tự nhiên. Đi dọc theo bờ biển là những bãi đá nhiều hình dạng khác nhau. Nếu không muốn tắm biển, du khách có thể bơi ở hồ nước biển nằm sát bờ biển cũng tạo cảm giác thoải mái như trên biển vậy. Long Hải có con đường chạy ven biển có rừng cây anh đào được quân đội Nhật Bản tham chiến trong Chiến tranh Việt Nam mang đến trồng và thường nở hoa vào các dịp Tết Nguyên đán. Trước đây, người dân Long Hải chủ yếu sống bằng nghề làm biển nhưng ngày nay đã chuyển qua nghề dịch vụ du lịch.

## Hình ảnh

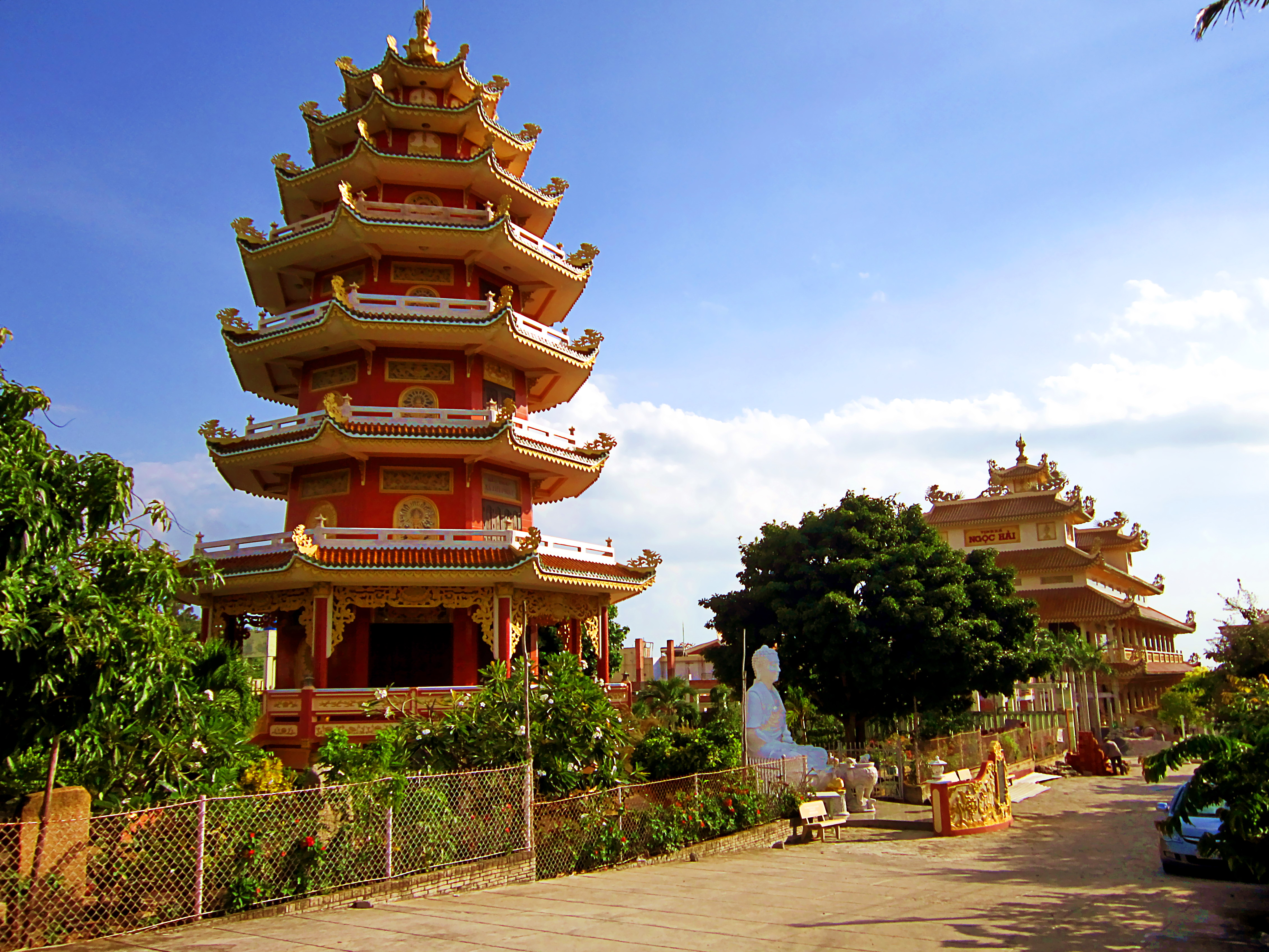
Tịnh xá Ngọc Hải bên bờ biển ở Long Hải
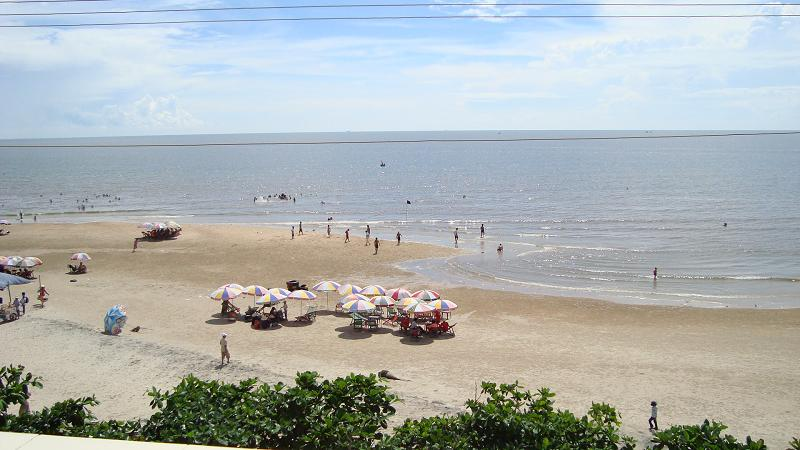
Bãi biển Long Hải
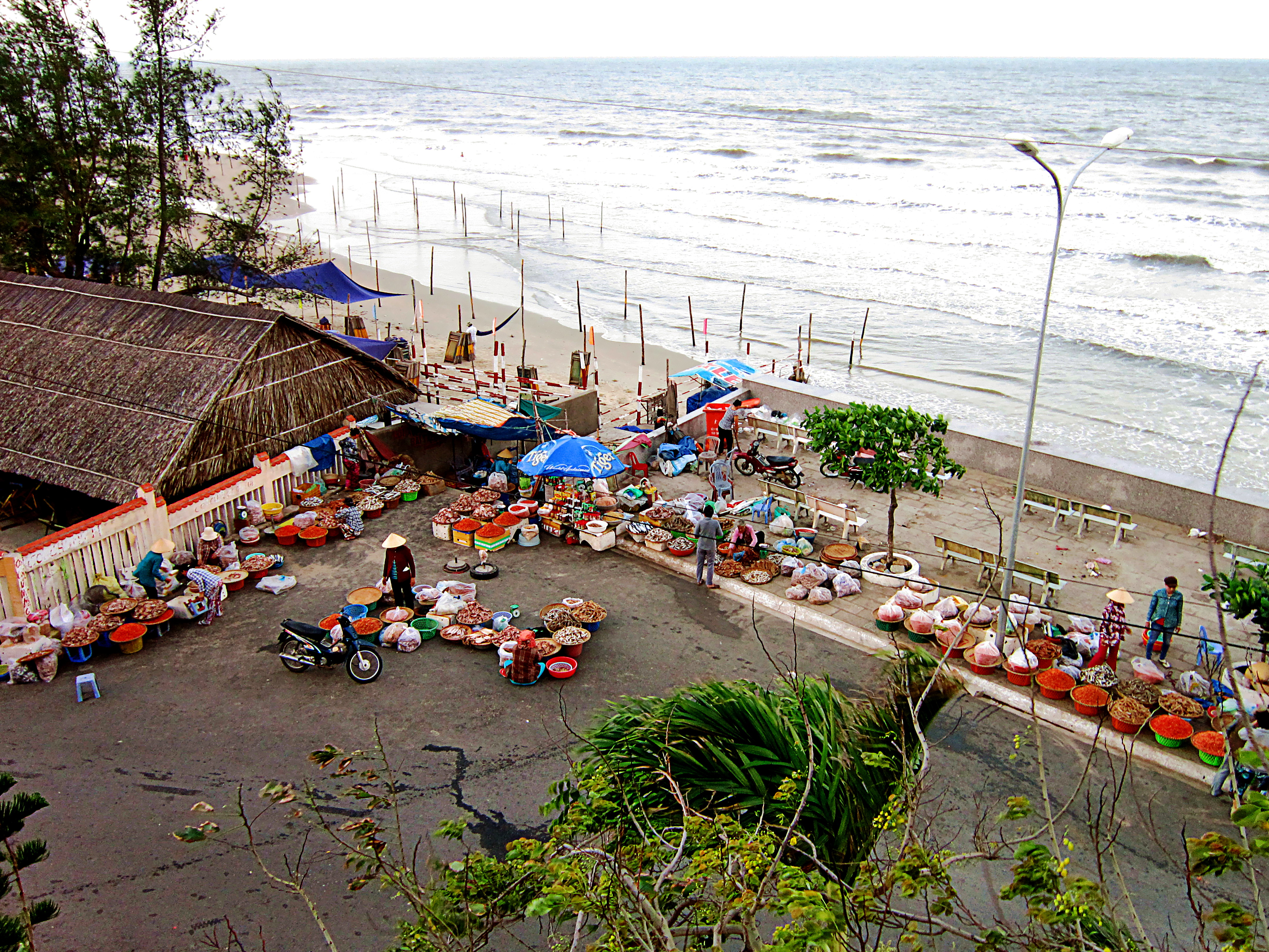
Thủy sản khô được bày bán khá nhiều bên bờ biển ở Long Hải
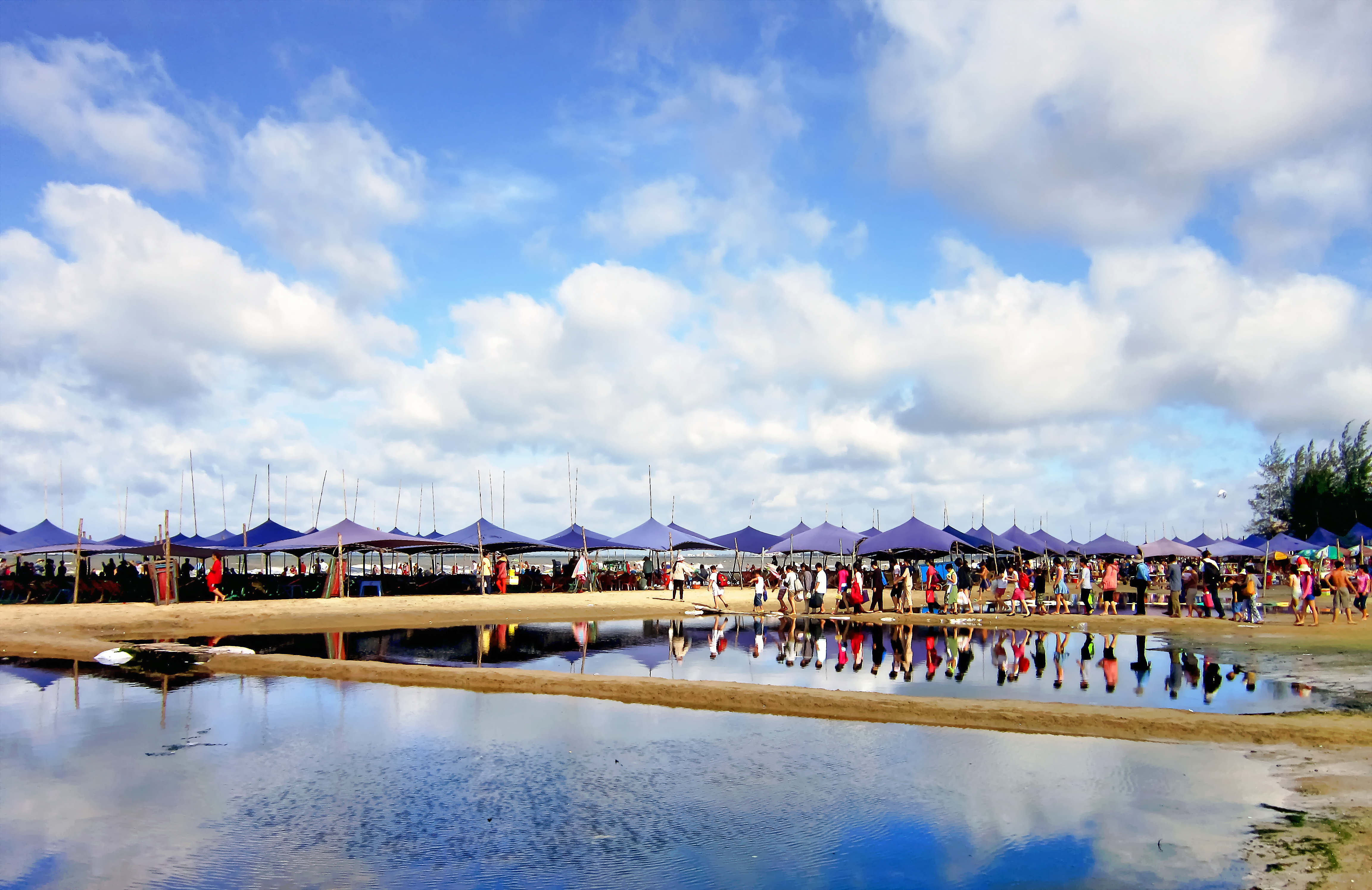
Cảnh tấp nập bên bờ biển ở Long Hải